# His Royal Highness (film 1918)
His Royal Highness è un film muto del 1918 diretto da Carlyle Blackwell.

## Trama
La stella del football Jack Christie accompagna in Francia l'amico Victor Borden, innamorato di Lisette, la figlia di un gangster. Victor, in realtà, è il principe di Wallarya, uno staterello balcanico: quando cerca di salvare Lisette da un matrimonio combinato, il giovane viene ferito. La situazione in Wallarya sta diventando grave: il paese sta per essere aggredito dal regno di Terresta, il cui re è stato spinto a dichiarare la guerra dal principe Ferdinand che vuole detronizzare Victor. Quest'ultimo, impossibilitato a prendere il comando delle forze di Wallarya perché ferito, chiede a Jack di sostituirlo. Facendosi passare per il principe, il campione sportivo sventa i tentativi di Ferdinand di assassinarlo e pone fine alla guerra accettando di sposare Diana, la figlia del re di Terresta. Dopo il matrimonio, governerà il paese insieme alla sua sposa, mentre Victor - che ha rinunciato al trono per amore - potrà tornarsene in America insieme all'amata Lisette.

## Produzione
Il film fu prodotto dalla World Film.

## Distribuzione
Il copyright del film, richiesto dalla World Film Corp., fu registrato l'11 febbraio 1918 con il numero LU12047.
Distribuito dalla World Film e presentato da William A. Brady, il film uscì nelle sale cinematografiche statunitensi il 25 febbraio 1918. Nel Regno Unito, fu ribattezzato The Uncrowned King.